# St. Anna und Sebastian (Herzogau)

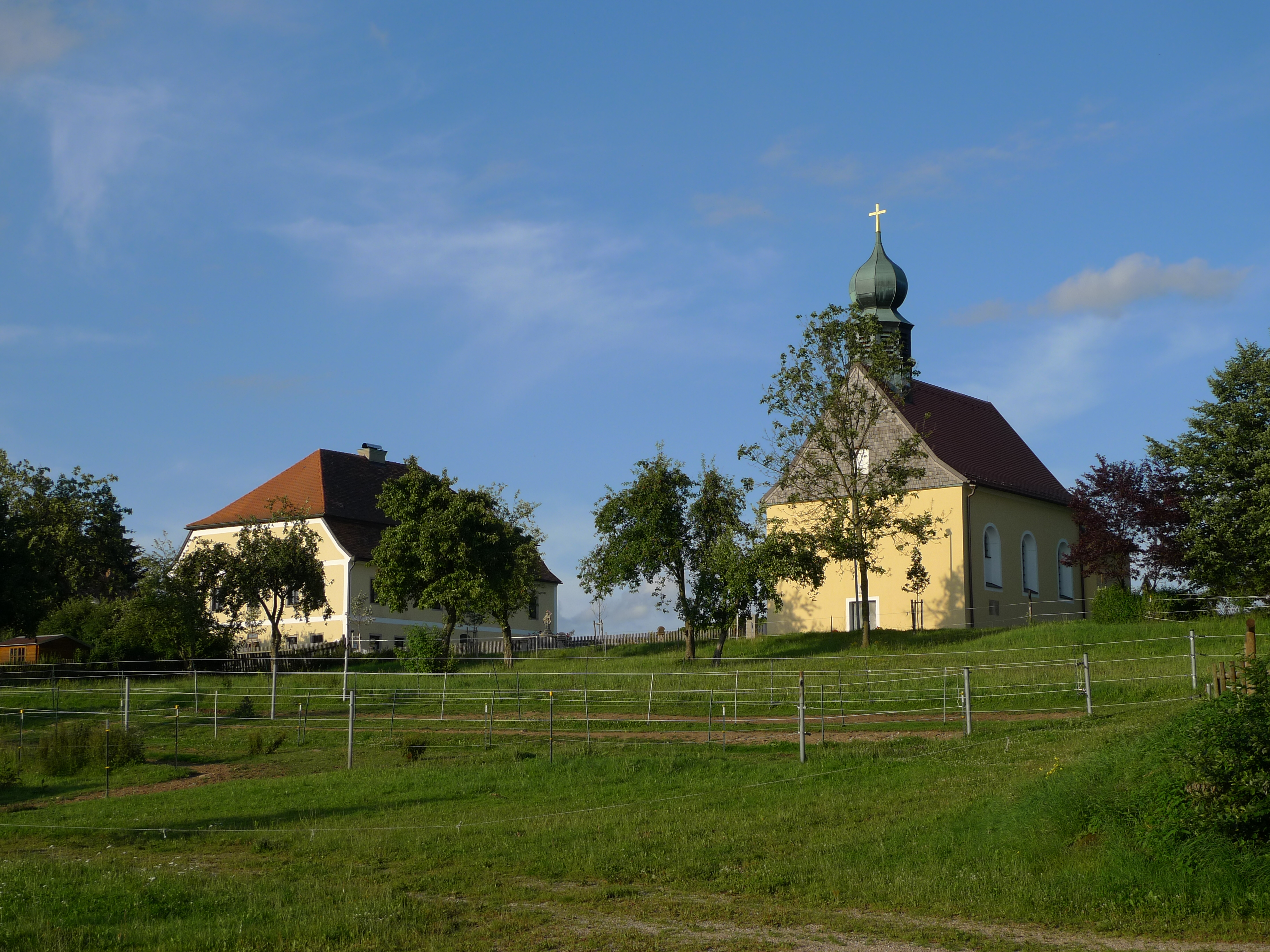
St. Anna und Sebastian

Die römisch-katholische, denkmalgeschützte Kuratiekirche St. Anna und Sebastian steht in Herzogau, einem Gemeindeteil der Stadt Waldmünchen im Landkreis Cham der Oberpfalz. Sie ist dem Bistum Regensburg zugeordnet. Das Bauwerk ist unter der Denkmalnummer D-3-72-171-61 als Baudenkmal in die Bayerische Denkmalliste eingetragen.

## Beschreibung
Die 1787 gebaute Saalkirche besteht aus einem Langhaus und einem eingezogenen, dreiseitig geschlossenen Chor, der von Sakristeien flankiert wird. Aus dem Satteldach des Langhauses erhebt sich im Westen ein achteckiger Dachreiter, der den Glockenstuhl beherbergt und der mit einer Zwiebelhaube bedeckt ist.
Der Innenraum des Langhauses ist mit einem flachen Tonnengewölbe überspannt, der des Chors mit einem Kreuzgratgewölbe. Auf der auf Säulen ruhenden, geschweiften Empore im Westen, steht die von Friedrich Meier 1960 gebaute Orgel, die 2000 in die Kirche kam. Am Chorbogen befindet sich ein Relief mit einer Marienkrönung. Die Kirchenausstattung stammt aus der Erbauungszeit. Auf dem Altarretabel des Hochaltars ist der heilige Sebastian, im Altarauszug ist die heilige Anna dargestellt.